# Risanamento (Florence)
Pour les articles homonymes, voir Risanamento.

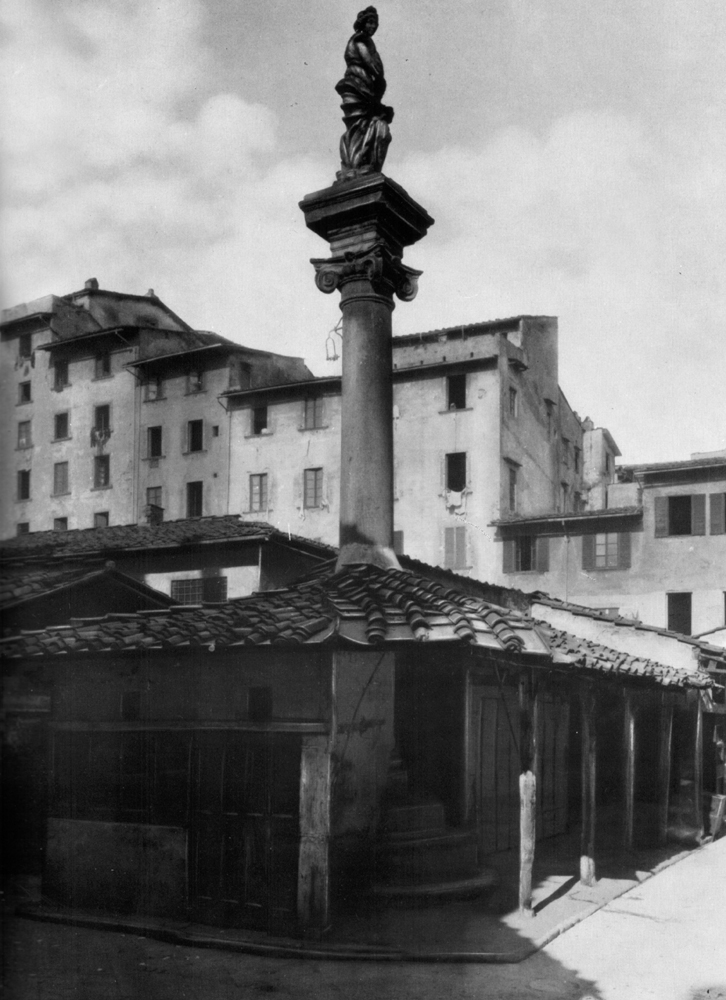
La Colonna dell'Abbondanza inscrite dans l'édifice avant 1881

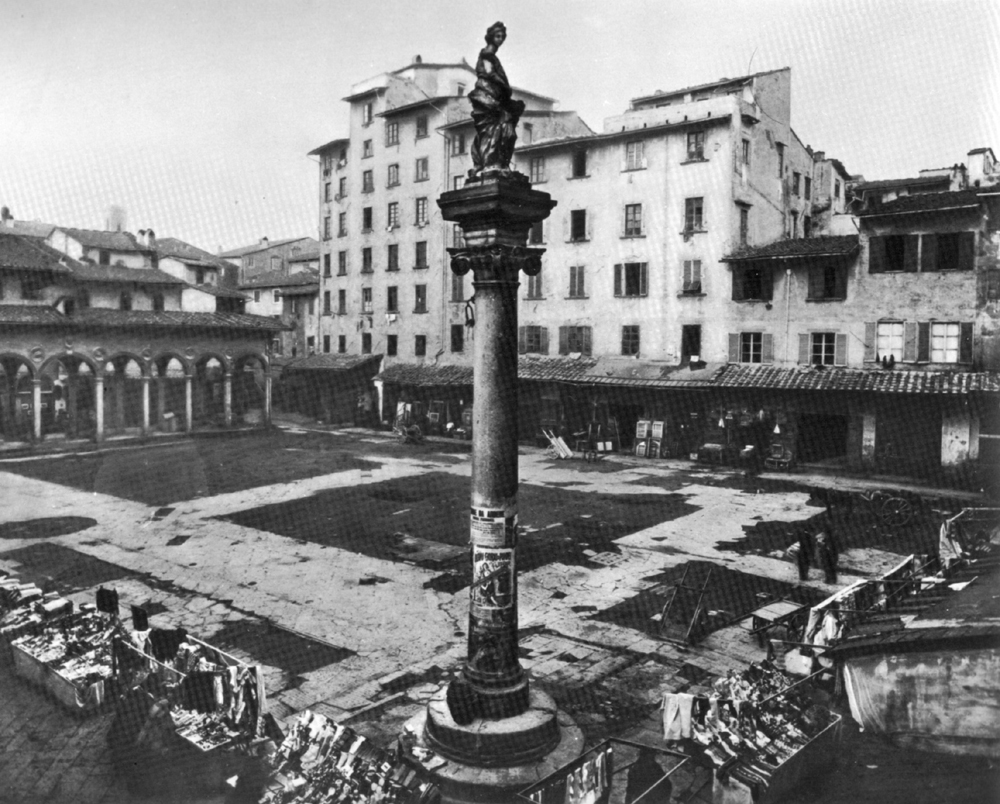
La colonne demeurée seule après la démolition du Mercato Vecchio ; au fond la Loggia del Pesce avant son démontage

Le terme italien Risanamento définit, à Florence, la période du réaménagement urbanistique de la ville de Florence opéré entre 1865 et 1895.
Entre autres aménagements et transformations de la ville, le centre historique y fut radicalement modifié pour des exigences de salubrité et autant d'impératifs économiques au moment même où la ville devient la capitale du nouvel état italien (du 15 septembre 1864 au 20 septembre 1870).
Pour toutes ces raisons urgentes la commune confia la réalisation du plan à l'architecte Giuseppe Poggi le 18 février 1865.

## Origines du plan
- Pourvoir à la réalisation de nouveaux logements et à des services pour répondre à l'augmentation de la population due à l'arrivée d'employés pour les bureaux de la capitale ;
- Conjuguer des intérêts publics et privés en limitant la spéculation ;
- Défendre la ville des crues de l'Arno (cf. l'inondation du 3 et 4 novembre 1864 et au désastre de 1844) ;
- Donner à la ville une meilleure allure, moderne et bourgeoise, en phase avec les évolutions identiques des autres capitales européennes.

## Conséquences du plan

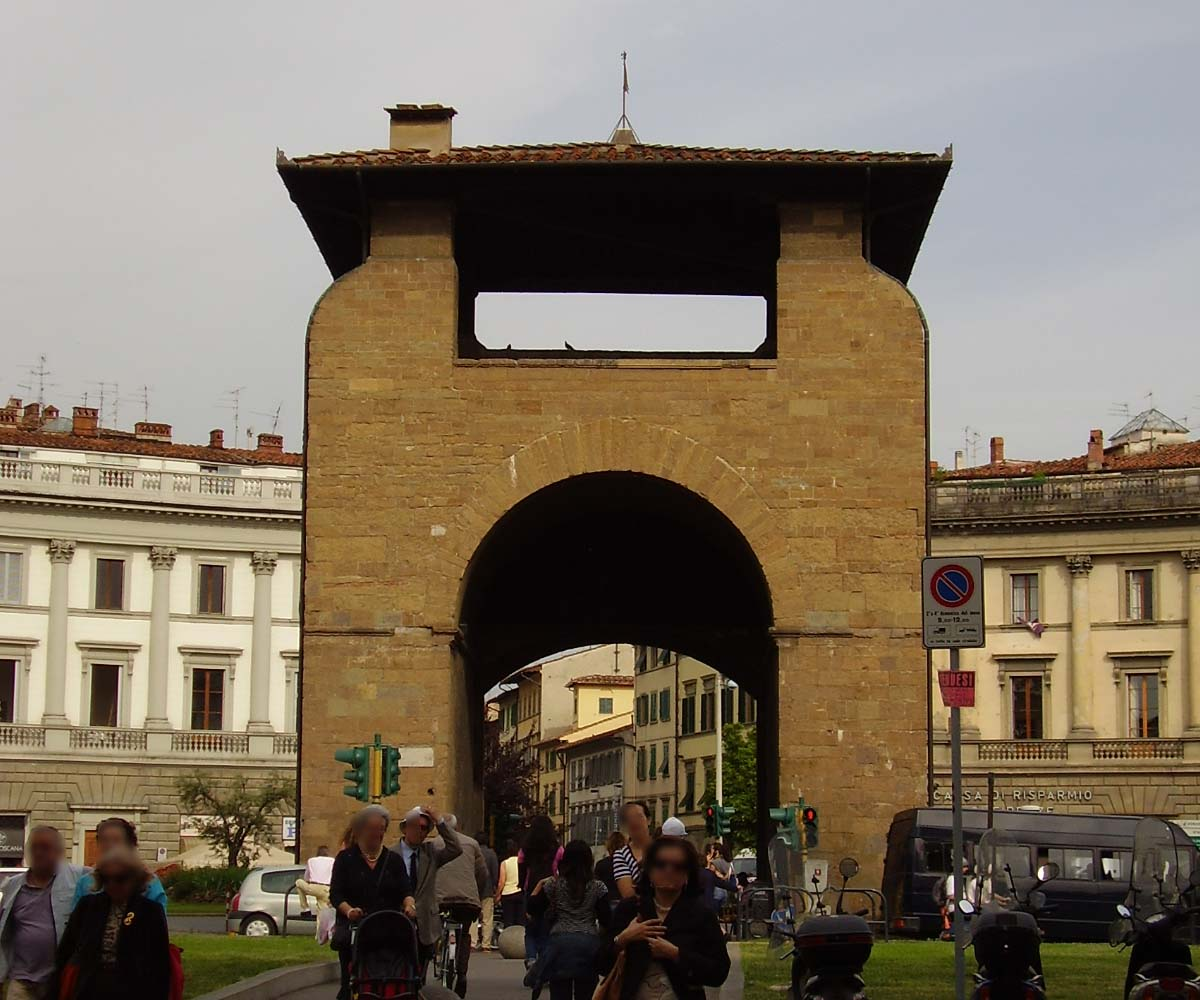
Place Beccaria et la porte au centre, seul reste des fortifications à cet endroit

- La démolition d'une partie des fortifications de la ville (Mura di Firenze) pour établir des boulevards périphériques, qui passeront en Oltrarno par le piazzale Michelangelo établie également ;
- La réalisation de la Viale dei Colli au sud de l'Arno ;
- La création du Campo di Marte  (Champ de Mars) pour les activités militaires (initialement prévu sur le rivage sud) ;
- La construction d'une nouvelle gare ferroviaire ;
- La création d'abattoirs et d'un gazomètre ;
- La mise en œuvre de nouvelles défenses hydrauliques.

Les travaux commencèrent en mai 1865 et furent terminés cinq ans plus tard. Pour réaliser le plan on procéda massivement à l'expropriation. Les fonds se vinrent complétés d'emprunt prêt public de trente millions de lires, à amortir en cinquante ans.
En même temps furent mis en pratique d'autres projets dans le centre citadin : l'agrandissement du Ponte alla Carraia (1863), l'axe entre le Palais Pitti et la place Santo Spirito (1869), la démolition de vieux bâtiments adossés au Palazzo Vecchio et l'agrandissement de quelques ruelles pour l'accès à la Piazza della Signoria.
En 1869 est décidé le programme d'une grande place sur l'emplacement de la zone du Mercato Vecchio qui devait être transféré près de San Lorenzo, le Mercato Centrale sur le projet de Giuseppe Mengoni, l'architecte de la Galleria di Milano (1870-1874), mais le projet est suspendu à cause de la perte de la position de capitale par la ville de Florence.
Le centre historique fut réorganisé par les lungarni, les dégagements de la via dei Calzaiuoli, de la via Tornabuoni, de la via Strozzi et de la place du Duomo, l'ouverture de la via degli Avelli (1867) et sur ces nouvelles artères et les autres déjà prestigieuses de la ville, comme la via Cavour, les palais sont agrémentés de nouvelles perspectives.

## Après le transfert de la capitale à Rome

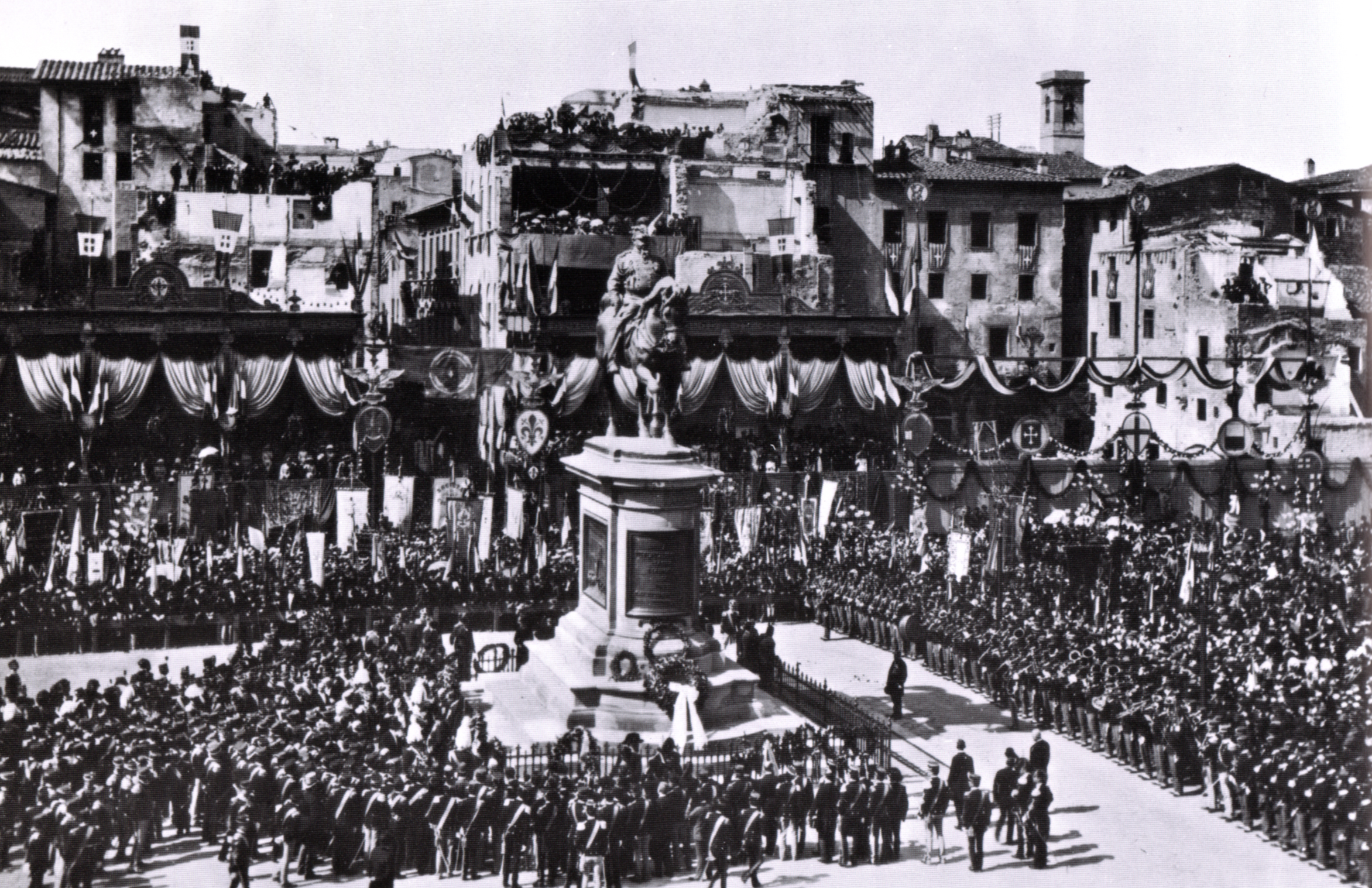
Inauguration du monument à Victor-Emmanuel II, le 20 septembre 1890

À la suite de la prise de la Rome avec la brèche de la Porta Pia, Florence vécut une période de stagnation et de crise et l'administration publique ne sera plus intéressée à la poursuite des travaux pour cause de diminution de la population due aux nouvelles structures devenues surabondantes.
Cependant restèrent les problèmes liés aux difficultés d'accès à la ville, aux liaisons avec les zones densément habitées, au manque d'un centre moderne et à la valorisation des monuments du centre historique.
Pour ces raisons, il fut décidé de réaménager la zone du Mercato Vecchio en Piazza della Repubblica, par :
- La démolition du vieux marché (Mercato Vecchio)
- La démolition du ghetto juif, rasé au niveau du sol
- le démontage de la Loggia del Pesce, dont les éléments seront entreposés au musée lapidaire de San Marco, et qui sera reconstruite seulement en 1956 sur la Place des Ciompi.

À leur place s'édifièrent de grands palais, des portiques, l'arc triomphal et le grand espace de la place Victor-Emmanuel II de Savoie (aujourd'hui place de la République). En 1890 était inauguré solennellement le monument à Victor-Emmanuel II au centre d'une place encore en construction (aujourd'hui le monument est au piazzale delle Cascine).
Une des dernières interventions concerna le palais Archiépiscopal et la place San Giovanni. Le palais était constitué de deux corps reliés par un passage suspendu sur l'Arcivescovado, provenant de Rome. Entre 1893 et 1895 il fut décidé d'agrandir la place pour donner plus de lumière et d'espace au Baptistère et on démolit la partie plus avancée du palais, en reconstruisant la façade Cinquecento dans sa position actuelle, placée en arrière.

## Sources
- (it) Cet article est partiellement ou en totalité issu de l’article de Wikipédia en italien intitulé « Risanamento di Firenze » (voir la liste des auteurs).